# Keramikhaus

Keramikhaus, um 1912

Giebelfeld mit dem Mosaik „Bergbau und Hüttenwesen“ (Entwurf: Heinrich Phieler)

Fassadenfries aus Keramik (Entwurf: Karl Lorch)

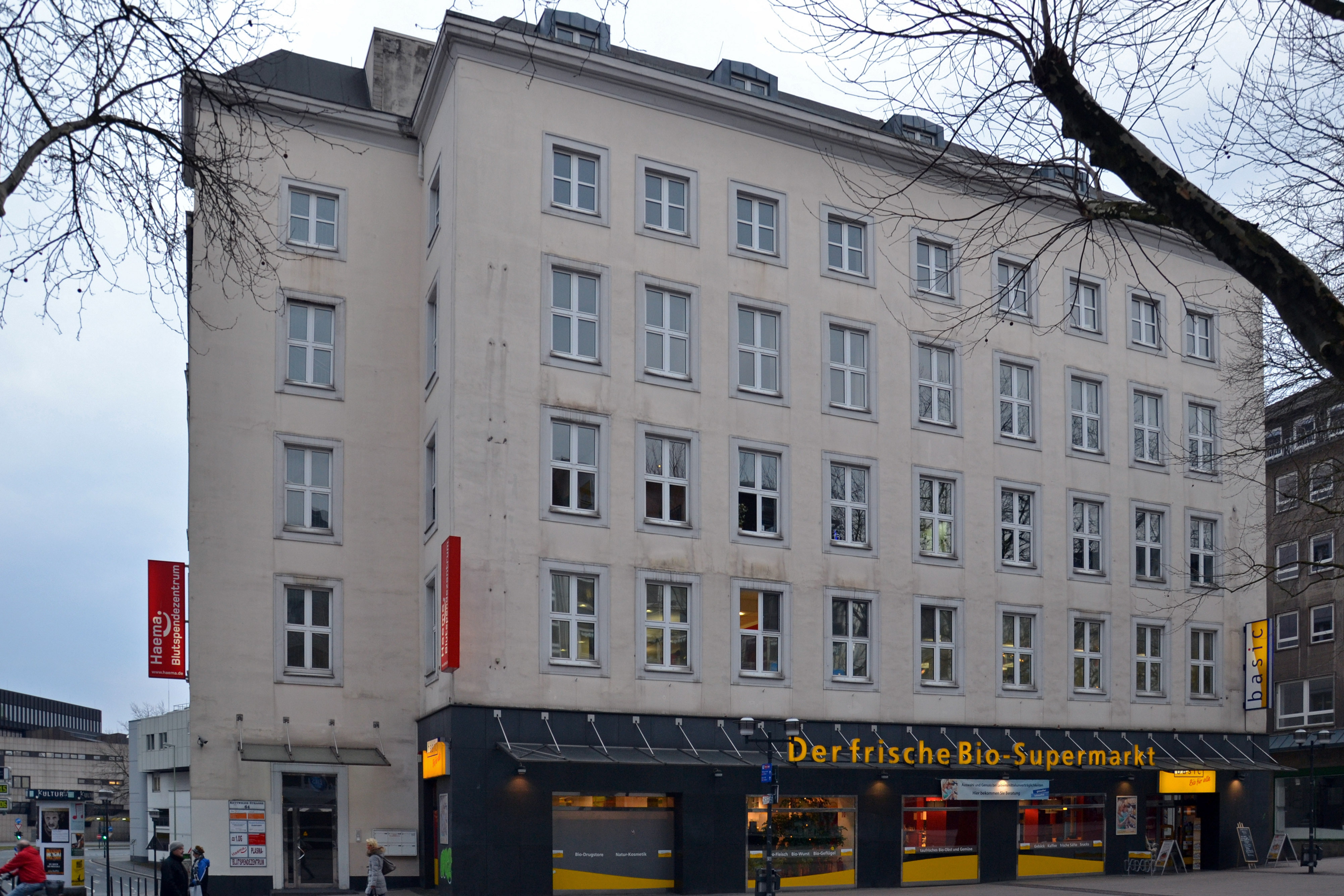
Heutiges Gebäude (2013)

Das Keramikhaus war ein Büro- und Geschäftshaus in Essen, auf dem Grundstück Flachsmarkt 2 (seit 1996 Kettwiger Straße 64), im Stadtkern. Das Gebäude wurde 1910–1912 erbaut und später mehrfach umgenutzt und völlig verändert. Der namensgebende Fassadenschmuck aus Keramik-Reliefs wurde 1934/1935 bei einem Umbau fast vollständig entfernt. Das im Zweiten Weltkrieg schwer beschädigte Haus wurde vereinfacht wiederaufgebaut.
Zwei originale Keramikreliefs blieben unter dem später aufgebrachten Putz erhalten, sie wurden nach ihrer Wiederentdeckung am 8. September 1994 unter Denkmalschutz gestellt.

## Geschichte
Das Keramikhaus wurde 1910–1912 als Büro- und Geschäftshaus mit Ausstellungsräumen von dem Unternehmen Keramische Centrale für Rheinland und Westfalen AG nach Entwurf des Essener Architekten Alfons Stinnesbeck erbaut. Die „Keramische Centrale“ wurde künstlerisch von Otto Schulze-Köln beraten, dem damaligen Direktor der Handwerker- und Kunstgewerbeschule Elberfeld. Es war ein Unternehmen der bau- und kunstkeramischen Branche mit einer Keramikmanufaktur, die Kamine, Öfen und Brunnen, Kunst- und Luxus-Keramik, Architektur- und Garten-Keramik herstellte. Die gesamte Fassade war mit farbig glasierten figürlichen Keramikreliefs verziert. Die Büroflächen waren zum Teil an die Stadt Essen vermietet, unter anderen waren hier Dienststellen der kommunalen Bauverwaltung untergebracht.
Über die Keramische Centrale für Rheinland und Westfalen AG wurde bereits 1913 das Konkursverfahren eröffnet. Im Ersten Weltkrieg befand sich im Keramikhaus unter anderem die städtische Bezugsscheinstelle für Lebensmittel und Bekleidung.
1920 eröffnete der erste Sitz des Postcheckamts in Essen im Keramikhaus. Anfang März 1929 erwarb der Konsumverein Wohlfahrt (später Gewa bzw. Konsum-Genossenschaft) das Gebäude, der am 26. Oktober 1929 darin das Kaufhaus Wohlfahrt eröffnete.
Nachdem das Keramikhaus 1934 im Zuge der Gleichschaltung der deutschen Konsumgenossenschaften als Haus der Arbeit bzw. Gauwirtschaftsgebäude an die Deutsche Arbeitsfront (DAF) gefallen war, entfernte man 1935 bei der Umnutzung und Sanierung den gesamten Keramikschmuck. Außerdem wurde das Haus nach Abbruch älterer Nachbarbauten auf den gesamten Baublock (Flachsmarkt / Fontänengasse / Königstraße / Chausseestraße) erweitert. Die Schaufassade erhielt 1936/1937 einen viergeschossigen Erker mit Plastiken. Fenstergewände, Erker und Plastiken bestanden aus Mayener Basaltlava. Arbeiterköpfe und Handwerkszeichen am Erker wurden nach Modellen eines Münchner Bildhauers geschaffen. Im Lichthof entstand eine Ehrenhalle für die Opfer der Arbeit, geschmückt mit Ehrenzeichen der Bewegung, Fahnen der Arbeiteropferversorgung und Werkzeugen der Bergleute. Im Zweiten Weltkrieg wurde der Bau fast zerstört. Die Fassade erhielt nach dem Krieg einen neuen, hellen Verputz mit dunklen Fenstereinfassungen. Am 29. Juli 1952 wurde die Beseitigung der Kriegsschäden abgeschlossen. Vom 1. Dezember 1948 bis 1960 diente das Haus als Verwaltungsgebäude des Arbeitsamts. Von 1961 bis 1993 war darin das Möbelhaus Westmöbel ansässig.
Vom ursprünglichen Bauschmuck blieben lediglich zwei keramische Wandreliefs erhalten, die bei Umbauarbeiten 1994 zwischen dem Erdgeschoss und dem ersten Obergeschoss als letzte Spur des Keramikhauses entdeckt wurden.

## Architektur und Ausstattung
Eduard Berdel erklärt, dass der Bau ein Beispiel für „moderne Bestrebungen zur vollgültigen Auswertung der Keramik für Architekturzwecke“ sei – „hier Modernes und Zeiten Überdauerndes zu schaffen […] Moderne wetterfeste Scherben, moderne wetterfeste Glasuren sind reichlich geboten […] Ist dies nicht eine moderne Aufgabe im besten Sinne des Wortes? “. Trotzdem hielt man aber an regionalen Baumaterialien und Bauweisen („wie in alter Zeit!“) sowie an regionalen Baukünstlern fest, wie es für die Zielsetzung und als Kennzeichen der Heimatschutzarchitektur typisch ist. Berdel nennt verschiedene Elberfelder und Essener Künstler und Kunstgewerbler – aus der Kunstgewerbeschule Elberfeld: Den Elberfelder Bildhauer Carl Mersch, den Elberfelder Maler Heinrich Phieler, den Elberfelder Maler Walter Kampmann, den Essener Maler Karl Lorch, die Elberfelder Kunstgewerbler Johann Windrath, Rudolf Dahmann und Willy Rudloff. Die Fassade schmückte ein großes Mosaik Bergbau und Hüttenwesen (Entwurf Maler Heinrich Phieler). Farbig glasierte, figürliche Reliefs und -medaillons an der Fassade veranschaulichen die Idee, regionale Baustoffe zu verwenden und zur Wiederbelebung und Verbreitung des Backsteinbaus. Der regionale Baustoff Keramik und Backsteinbau gewann „auch für das allgemeine keramische Kunstgewerbe in den genannten Provinzen eine wirkliche zentrale Bedeutung.“
Eduard Berdel beschrieb in seinem Aufsatz Die „Keramische Centrale“ in Essen das Gebäude, bei dem Keramik in Kombination mit Glasmosaik als Bauschmuck zum Einsatz kam („Verwendung der modernen Keramik […] mit Glasmosaik kombiniert“). Dekoriert wurden alle vier Schaufassaden sowie die Innenräume mehrerer Geschosse.
Im Gebäude befand sich ein großer Lichthof in Glasmosaik mit Brunnen (Entwurf von G. A. Becker in Treptow, Ausführung durch Firma Puhl & Wagner in Berlin). Die Fassade schmückten keramische, braune, geflammte Steinzeug-Füllungen und -Simse, Kacheln und Sandsteinputten im 2. und 3. Obergeschoss (Entwurf Maler Walter Kampmann, Modell Karl Mersch). Anderer Bauschmuck waren große, großzügige, matt getönte Friese (Karl Lorch).

## Rezeption
In der Publikation Essen. Rüstig zur Arbeit! Froh in der Rast!, die 1913 vom Verkehrsverein herausgegeben wurde, wurde das Gebäude als Sehenswürdigkeit erwähnt.

„Keramikhaus. Essen Ruhr Flachsmarkt unter künstlerischer Leitung des Kunstgewerbeschuldirektors Otto Schulze, Elberfeld. Erstes großzügig und künstlerisch geleitetes Unternehmen der Bau- und kunstkeramischen Branche seiner Art in Deutschland. Das Keramikhaus, das eigene Geschäfts- und Ausstellungsgebäude der Keramischen Centrale, ist eine Sehenswürdigkeit ersten Ranges. Es bietet die hervorragendsten Erzeugnisse der ersten führenden Manufakturen des In- und Auslandes. Kamine, Öfen und Brunnen, Kunst- und Luxus-Keramik, Architektur- und Garten-Keramik.“

Das Keramikhaus ist auch Gegenstand neuerer Architekturführer, so von Holger Krüssmann:

„Namensgebend war der reiche keramische Schmuck […] Im Ersten Weltkrieg beherbergte es die städtische Bezugscheinstelle für Lebensmittel und Bekleidung. 1929 Übernahme durch den ‚Konsumverein Wohlfahrt‘, später ‚Gewa‘. 1934 wurde die Fassade für den Umbau zum NS-Gauwirtschaftsgebäude entfernt; im Krieg wurde das Haus fast zerstört. 1948-60 Sitz des Arbeitsamtes, bis 1993 Möbelhaus Westmöbel. Architekt Stinnesbeck baute zeitgleich den markanten Wohngebäudekomplex der Ruhrallee 10 im Molkeviertel.“